# Sobrecarga progressiva
Sobrecarga progressiva é um método ou prática que consiste na incrementação gradual de esforços aplicados ao corpo durante um programa de treinamento físico.
Foi desenvolvido por Thomas Delorme, M.D. durante a reabilitação dos soldados depois da Segunda Guerra Mundial. Esta técnica é reconhecida como um princípio fundamental para o sucesso nas mais várias práticas de musculação incluindo o exercício físico, levantamento de pesos, treinos de alta densidade e fisioterapia.

## Factos científicos
Este método tem como objetivos o incremento e o sustentamento da força e da massa muscular de um indivíduo. Para se conseguir obter uma maior capacidade ao longo do curso terá que se aplicar uma tensão aos músculos (ver Tecido muscular estriado) de maneira específica e progressiva para que o nosso corpo possa, naturalmente, responder à necessidade e incrementar devidamente o esforço necessário para cumprir o objetivo.
A sobrecarga progressiva não só estimula a hipertrofia muscular, como também o desenvolvimento de ossos mais fortes e mais densos, ligamentos, tendões e cartilagens. A sobrecarga progressiva também aumenta gradualmente o fluxo sanguíneo nas regiões exercidas do corpo e estimula conexões nervosas mais eficazes entre o cérebro e os músculos envolvidos.
Por outro lado, a diminuição do exercício resulta na perda da massa e forças, conhecida como atrofio muscular (ver Atrofia). O sedentarismo leva à perda significativa da massa muscular.
O processo adaptativo do corpo humano só irá responder se for continuamente forçado a exercer maior força para atender às necessidades fisiológicas cada vez maiores.

## Metodologia
Para minimizar as lesões e aumentar os resultados, o indivíduo começa com um nível mais baixo e confortável de intensidade muscular e irá aplicar uma carga maior ao longo do programa. Este processo requer um incremento gradual no volume, intensidade e frequência ou tempo para se conseguir chegar ao objetivo estabelecido. Nesse contexto, o volume e a intensidade são definidas como:
- Volume é o número total de repetições multiplicadas pela resistência utilizada e é realizada em períodos específicos de tempo.
- Intensidade é o valor de capacidade máxima de repetições, ou percentagem de repetição máxima.

Esta técnica resulta numa melhoria de ganhos ao nível da força e massa muscular, mas existem limites. O excesso de estimulação muscular pode causar o problema de sobretreinamento. Este problema resulta no declínio do desempenho durante a execução do programa, incrementando o risco de lesões e doenças e desmotivando o indivíduo. Para evitar estes problemas, a técnica de períodos é aplicada. A periodização no contexto de programas de treinamento físico ou de força baseia-se no agendamento de provisões para o tempo de recuperação adequado entre sessões de treinamento, variedade ao longo de um programa de longo prazo e motivação - evitando o tédio ao repetir rotinas de exercício idênticas.